# Manuduktion
Manuduktion (af latin manuducere "føre ved hånden") vil sige at vejlede studenter privat. Den som manuducerer kaldes en manuduktør, den som bliver vejledet en manuducend.
Manuduktion er en virksomhed, som i særlig grad har udfoldet sig ved de nordiske universiteter og øvrige højere læreanstalter, mindst i Sverige, mest i København. Manuduktionens eksistensberettigelse er givet af to grunde, dels fordi adskillige studerende har vanskelighed ved at finde sig til rette under studiet, dels fordi anstalternes docenter vanskelig har tid og lejlighed til at tage sig af de enkelte, men må undervise efter den for anstalten gældende plan, som atter er anlagt efter en normal studietid. Manuduktørens opgave bliver da den at tage sig af den enkelte studerende og hjælpe ham frem til at følge anstaltens studieplan eller — såfremt den studerende har gennemgået det forordnede pensum — at lette ham tilegnelsen af det.
Undertiden overtager manuduktøren også privatdocentens rolle, når vedkommende anstalts lærere er for fåtallige til at gennemgå det hele pensum eller samtlige praktiske prøver, og i ganske enkelte, mere forviklede tilfælde, for eksempel ved det juridiske fakultet under Københavns Universitet er der ligefrem officielt ansatte manuduktører.
En fare følger altid med manuduktionen, nemlig den at hindre et selvstændigt studium hos manuducenden, navnlig hvis manuduktøren ikke har blik for den enkelte manuducends anlæg og mangler, men i det store og hele må manuduktionen siges at være til gavn både for læreanstalterne og for de studerende. Det er i almindelighed yngre kandidater, som manuducerer, men da de sædvanligvis tillige har anden beskæftigelse, ja ofte giver manuduktion som bibeskæftigelse, er det umuligt at få et statistisk opgør over manuduktørernes antal og fag.